# Rajonchocotyle wehri
Rajonchocotyle wehri är en plattmaskart. Rajonchocotyle wehri ingår i släktet Rajonchocotyle och familjen Hexabothriidae. Inga underarter finns listade i Catalogue of Life.